# キリスト教社会人民奉仕
キリスト教社会人民奉仕（キリストきょうしゃかいじんみんほうし、ドイツ語: Christlich-Sozialer Volksdienst、略称CSVD）は、ヴァイマル共和政期のドイツの政党。「キリスト教社会人民奉仕」の他、「キリスト教社会国民奉仕」とも表記される。

## 党史
プロテスタント保守系の2つの流れから誕生した。一つはキリスト教社会党の元党員でドイツ国家人民党(DNVP)への参加を拒否し、1920年代半ばにキリスト教人民奉仕(Christlichen Volksdienst)を創設したグループ、もう一つは国家人民党党首アルフレート・フーゲンベルクの政府に対する強硬姿勢に反発して離党し、1928年6月にキリスト教社会全国協会(Christlich-soziale Reichsvereinigung)を創設したグループである。両グループはヴァイマル共和政やヤング案に対する考えに差異があったものの、1929年12月に合同してキリスト教社会人民奉仕(Christlich-Sozialer Volksdienst)を創設した。
福音主義の小規模農家、農業労働者、工業中産階級などを支持層とし、1930年9月の総選挙では14議席を獲得している。ヒンデンブルク大統領の大統領内閣であるブリューニング内閣を原則として支持していたが、国家社会主義ドイツ労働者党(NSDAP、ナチ党)や国家人民党、ドイツ共産党(KPD)など反政府勢力が共同で提出したヤング案破棄ないし再交渉を求める動議に賛成したこともあった。
1932年7月以降の選挙では支持層がナチ党へ流れたため、一桁の議席しか取れなくなった。ナチ党政権誕生後に自主解散に追い込まれた。

## 党首
- ヴィルヘルム・シンプフェンデルファー（ドイツ語版）(1929年-1932年)[5]

## 国会選挙
| 選挙日             | 得票      | 得票率 | 獲得議席 (総議席) | 順位   |
| ------------------ | --------- | ------ | ----------------- | ------ |
| 1930年9月14日      | 869,595票 | 2.5%   | 14議席（577議席） | 第11党 |
| 1932年7月31日      | 364,543票 | 1.0%   | 3議席（608議席）  | 第9党  |
| 1932年11月6日      | 403,666票 | 1.1%   | 5議席（584議席）  | 第8党  |
| 1933年3月5日       | 383,999票 | 1.0%   | 4議席（647議席）  | 第9党  |
| 出典：Gonschior.de |           |        |                   |        |